# 7028 Tachikawa
7028 Tachikawa è un asteroide della fascia principale. Scoperto nel 1993, presenta un'orbita caratterizzata da un semiasse maggiore pari a 2,8717716 UA e da un'eccentricità di 0,0646461, inclinata di 3,12137° rispetto all'eclittica.
L'asteroide è dedicato alla città giapponese Tachikawa.